# 中尾勇生
中尾 勇生（なかお ゆうせい、1984年2月28日 - ）は愛知県出身の陸上競技選手。専門は長距離種目。中京大中京高校卒業。帝京大学、JR東日本、トヨタ紡織を経てスズキアスリートクラブ所属。
中学まではサッカーをしていたが、勧誘を受け高校から陸上に転向。2008年ブラジルリオデジャネイロで行なわれた世界ハーフマラソンでは5位に入った。2009年は各種目において自己新記録を出した。父は往年のマラソン選手中尾隆行である。

## 主な戦績
| 年   | 大会                                     | 区間 | 距離    | 順位     | 記録          |       |
| ---- | ---------------------------------------- | ---- | ------- | -------- | ------------- | ----- |
| 2001 | 第6回全国都道府県男子駅伝                | 4区  | 5.0 km  | 区間2位  | 14分33秒      | [ 2 ] |
| 2001 | 熊本インターハイ                         |      | 5000m   | 11位     | 14分39秒94    |       |
| 2002 | 第7回全国都道府県男子駅伝                | 4区  | 5.0 km  | 区間7位  | 14分35秒      | [ 2 ] |
| 2003 | 第79回箱根駅伝                           | 5区  | 20.7 km | 区間15位 | 1時間15分10秒 |       |
| 2007 | 第21回北海道マラソン                     |      |         | 12位     | 2時間23分29秒 |       |
| 2008 | 第63回びわこ毎日マラソン                 |      |         | 124位    | 2時間38分16秒 |       |
| 2008 | 第18回仙台国際ハーフマラソン             |      |         | 2位      | 1時間02分00秒 |       |
| 2008 | IAAF世界ハーフマラソン選手権ブラジル大会 |      |         | 5位      | 1時間02分05秒 |       |
| 2008 | 第92回日本選手権                         |      | 10000m  | 10位     | 28分10秒19    |       |
| 2008 | 第20回国際千葉駅伝                       | 1区  | 5 km    | 区間2位  | 13分41秒      |       |
| 2009 | 東京マラソン                             |      |         | 12位     | 2時間14分43秒 |       |
| 2009 | 第93回日本選手権                         |      | 10000m  | 2位      | 28分30秒39    |       |
| 2009 | 第18回アジア選手権                       |      | 10000m  | 4位      | 28分40秒89    |       |

## 自己ベスト
- 1500m 3分50秒53
- 5000m 13分28秒16（2009年）
- 10000m 27分48秒71（2009年）
- ハーフマラソン 1時間02分00秒（2008年）
- マラソン 2時間14分43秒（2009年）

### 日本代表歴
- 2008年 IAAF世界ハーフマラソン選手権ブラジル大会
- 2008年 第20回国際千葉駅伝